# Wolfgang Bientzle

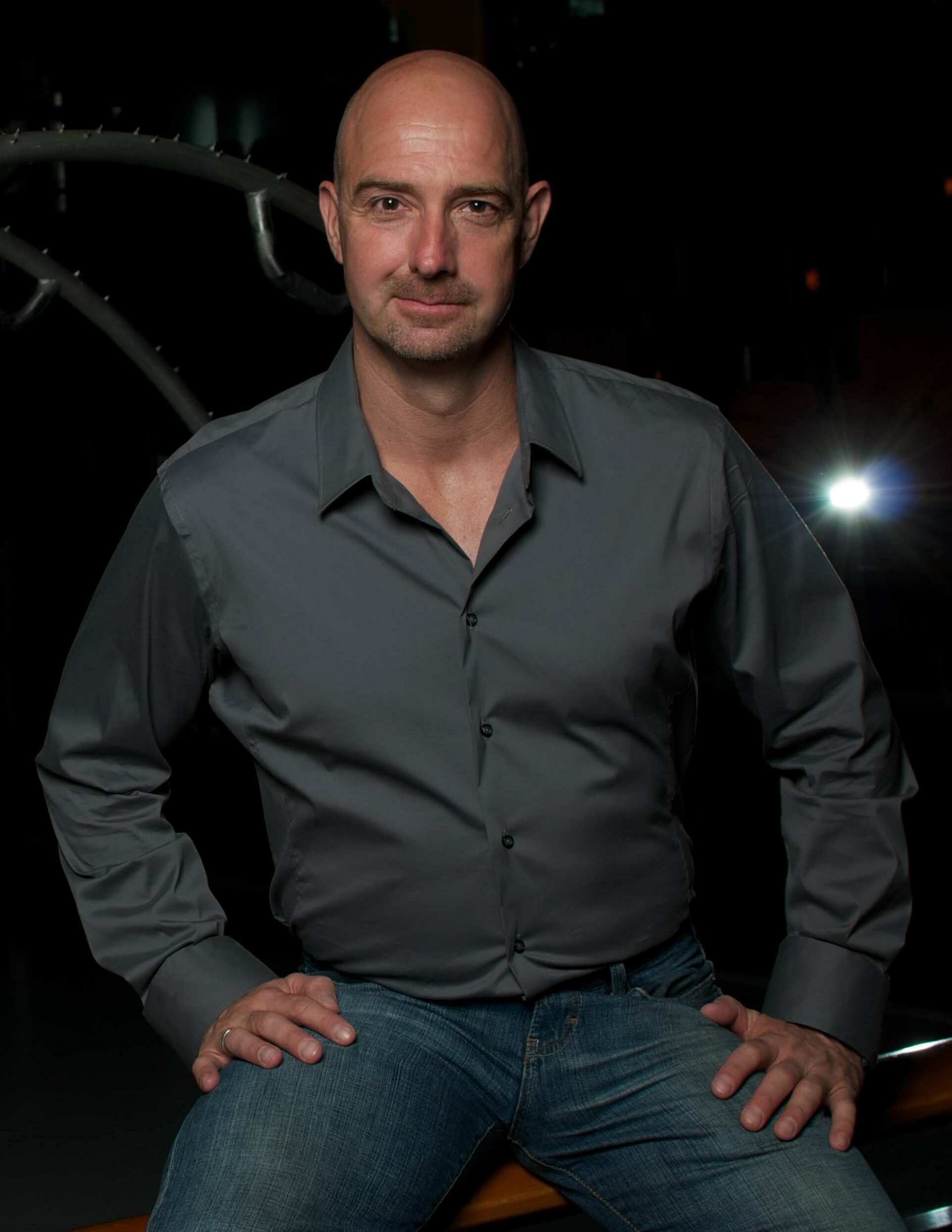
Wolfgang Bientzle (2012)

Wolfgang Bientzle (* 31. Oktober 1966) ist ein deutscher Rhönradprofi.

## Leben
Während seiner Wettkampfkarriere von 1979 bis 1999 konnte er acht Weltmeister-Titel, elf Europameister-Titel sowie über 60 Deutsche Meister-Titel erringen.
Seit 1994 beschäftigt er sich mit Showproduktionen, Regie, Choreografie, Konzeptplanung und Entwürfe für Veranstalter und Produktionen. Von 1990 bis 1992 hatte er Showauftritte bei Holiday on Ice und von 1996 bis 1999 bei Cirque du Soleil. Als Profi mit Auftritten in über 50 Ländern wurde er mit Preisen beim Monte Carlo Zirkusfestival, dem Weltzirkusfestival in Moskau und vielen weiteren Produktionen ausgezeichnet.
Heute lebt Bientzle in Chicago IL, USA und betreibt dort seine eigene Firma WHEEL JAM, die Turner im Rhönradturnen ausbildet und trainiert.

## Erfolge

### Weltmeister
- 1995 Den Helder,  Niederlande, Geradeturnen
- 1995 Den Helder,  Niederlande, Spiraleturnen
- 1999 Limburg,  Deutschland, Dreikampf
- 1999 Limburg,  Deutschland, Mannschaft
- 1999 Limburg,  Deutschland, Geradeturnen
- 1999 Limburg,  Deutschland, Spiraleturnen
- 1999 Limburg,  Deutschland, Sprung
- 1999 Limburg,  Deutschland, Zweikampf

### Europameister
- 1990 Taunusstein,  Deutschland, Geradeturnen
- 1990 Taunusstein,  Deutschland, Spiraleturnen
- 1992 Cosenza,  Italien, Geradeturnen
- 1992 Cosenza,  Italien, Spiraleturnen
- 1993 Lisbon,  Portugal, Geradeturnen
- 1993 Lisbon,  Portugal, Spiraleturnen
- 1994 Marmande,  Frankreich, Geradeturnen
- 1994 Marmande,  Frankreich, Spiraleturnen

### Deutscher Meister
- 1987–1989, 1993, 1994, 1998 Geradeturnen
- 1987–1994, 1998 Spiraleturnen
- 1987–1994 Sprung
- 1994 Paarturnen mit Monika Kraft